# Ruchè
Die Rotweinsorte Ruchè ist eine autochthone Sorte der Region Piemont im Norden Italiens. Sie wurde vermutlich im 18. Jahrhundert aus Burgund in das Piemont importiert, wo sie jetzt fast ausschließlich kultiviert wird. Es ist nicht mehr bekannt, um welche Sorte es sich ursprünglich handelte. Aktuell sind ca. 100 Hektar bestockter Rebfläche bekannt.
Nachdem die rare Sorte nahezu verschwunden war, wurden in den 1970er Jahren Aktionen zur Wiederanpflanzung gestartet. Die Bemühungen führten schließlich zur Einführung einer kleinen DOC mit dem Namen Ruchè di Castagnole Monferrato.
Die Sorte Ruchè erbringt aromatische Weine mit kräftigen Tanninen in rubinroter Farbe mit violetten Reflexen. Der Rotwein verfügt über ein fruchtig, blumiges Bouquet mit Nuancen von Veilchen und Rosen.